# 콤프소포곤과
콤프소포곤과(Compsopogonaceae)는 콤프소포곤강 콤프소포곤목에 속하는 홍조류과의 하나이다. 3속 9종으로 이루어져 있다.

## 하위 속
- 콤프소포곤속 (Compsopogon) - 7종
- 콤프소포고놉시스속 (Compsopogonopsis) - 유일종 C. fruticosa
- 풀비나스테르속 (Pulvinaster) - 유일종 P. venetus